# جنجنك (أديامان)
جنجنك (بالتركية: Çençeng)‏ هي قرية تتبع إداريّاً لمديرية أديامان في محافظة أديامان التركية الواقعة في جنوب شرق الأناضول. بلغ عدد سكانها 206 نسمة في عام 2021.